# بانشيت
بانشيت هي كومونا تقع في مدينة تورينو الحضرية في إقليم بيدمونت الإيطاليه، وتقع على بعد حوالي 45 كيلومتر (28 ميل) شمال شرق تورينو.
بانشيت تقع على حدود البلديات التاليه: ايفريا، وفيورانو كانافيز، وساليرانو كانافيز، وساموني، وبافوني كانافيز
تشمل المعالم السياحية قلعة بانشيت، التي بنيت ليس القرن الرابع عشر، وكنيسة الرعية سان كريستوفور

## المدن التوأمة
بانشيت توأمه مع
- سبتمبر، فرنسا